# ارمیاس افغانستانی
ارمیاس افغانستانی یا تیزروی افغانستانی (نام علمی: Eremias afghanistanica) گونه‌ای سوسمار است که در افغانستان یافت می‌شود.